# The Smoke
The Smoke var en engelsk popgruppe, dannet i York under navnet The Shots.
Gruppen blev i 1965 opdaget af millionæren, Alan Brush, som ønskede at komme ind i musikbranchen, og som skaffede gruppen en pladekontrakt med Columbia. Gruppen bestod da af Malcolm Luker, Mick Rowley, John "Zeke" Lund, Phil Peacock og Geoff Gill. De debuterede i oktober 1965 med singlen "Keep A Hold Of What You Got" som dog aldrig blev en succes. Efterfølgende forlod Phil Peacock bandet, og Alan Brush mistede interessen.
I 1967 udsendte gruppen som The Smoke singlen "My Friend Jack", der siden er blevet regnet for en klassiker inden for den engelske psykedeliske rock og kendetegnet ved Lukers ekstreme brug af vibrator på guitaren. Singlen var lige ved at hitte i England, da den blev forbudt i den engelske radio på grund af hentydninger til brug af LSD. Til gengæld blev The Smoke en stor succes på kontinentet, ikke mindst i Tyskland, hvor gruppens eneste LP, "It's Smoke Time", udsendtes i 1967.
Gruppen udsendte sideløbende tre singleplader under navnet The Chords Five.
The Smoke faldt fra hinanden som gruppe i slutningen af 1960'erne, men diverse løst sammensatte besætninger førte gruppen videre ind i 1970'erne, blandt andet med genindspilningen af "My Friend Jack" i 1976.

## Diskografi

### Album
- 1967: It's Smoke Time (D)

### Singler
som The Shots
- 1965: Keep A Hold Of What You've Got / She's A Liar (UK)
- 1965: There She Goes / Walk Right Out The Door (UK)

som The Chords Five
- 1967: I Am Only Dreaming / Universal Vagrant (UK)
- 1968: Some People / Battersea Fair (UK)
- 1969: Same Old Fat Man / Hold On To Everything You've Got (UK)

som The Smoke
- 1967: My Friend Jack / We Can Take It (D)
- 1967: High In A Room / If The Weather's Sunny (D)
- 1967: If The Weather's Sunny / I Would If I Could, But I Can't (UK)
- 1967: Victor Henry's Cool Book / Have Some More Tea (D)
- 1967: It Could Be Wonderful / Have Some More Tea (UK)
- 1968: Utterly Simple / Sydney Gill (UK)
- 1968: Sydney Gill / It Could Be Wonderful (D)
- 1970: Dreams Of Dreams / My Birth (UK)
- 1971: Ride, Ride, Ride / Guy Fawkes (UK)
- 1972: Sugar Man / That's What I Want (D)
- 1972: Jack Is Back / That's What I Want (F)
- 1974: Shagalagalu / Gimme Good Loving (D)
- 1974: My Lullaby / Looking High (UK)
- 1976: My Friend Jack / Lady (F)